# Arteria thoracica superior

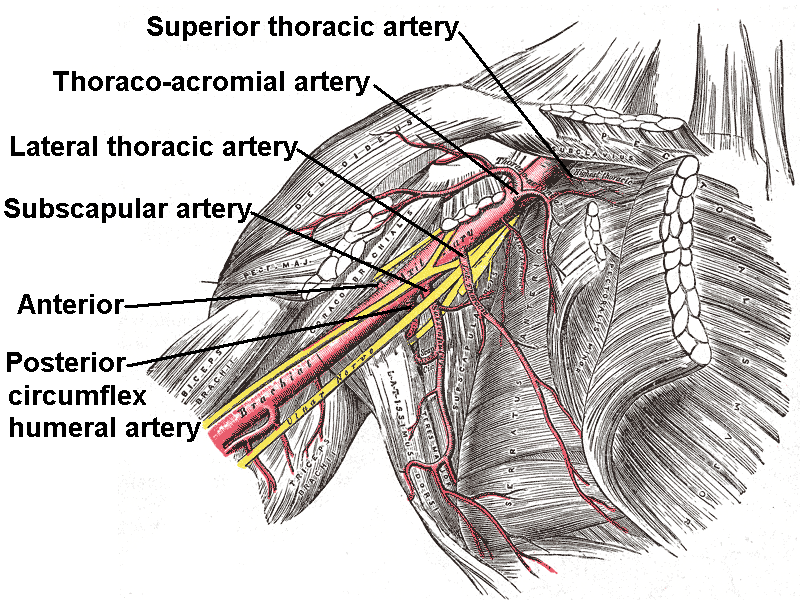
Äste der A. axillaris

Die Arteria thoracica superior („obere Brustkorbarterie“) ist eine Schlagader des Rumpfes. Sie entspringt variabel, meist aus der Arteria axillaris. Sie versorgt den Musculus subclavius, die Musculi intercostales der ersten beiden Zwischenrippenräume, die beiden Musculi pectorales und den Musculus serratus anterior.